# Димитар Іванков
Димитар Іванов Іванков (болг. Димитър Иванов Иванков, нар. 30 жовтня 1975, Софія) — болгарський футболіст, що грав на позиції воротаря. Відомий за виступами в болгарському клубі «Левскі», турецьких клубах «Кайсеріспор» і «Бурсаспор», у складі національної збірної Болгарії, а також майстерним виконанням пенальті. Триразовий чемпіон Болгарії, п'ятиразовий володар Кубка Болгарії. Чемпіон Туреччини, володар Кубка Туреччини.

## Клубна кар'єра
Димитар Іванков народився 1975 року в Софії, та є вихованцем футбольної школи клубу «Левскі». У професійному футболі дебютував 1995 року в основній команді того ж клубу. У складі столичної команди грав до 2005 року, та був не лише основним голкіпером команди, але й основним виконавцем пенальті, відзначившись 25 забитими м'ячами. У складі «Левскі» Іванков став також триразовим чемпіоном Болгарії та п'ятиразовим володарем Кубка Болгарії.
У 2005 році Димитар Іванков став гравцем турецького клубу «Кайсеріспор». У складі команди болгарський воротар грав до 2008 року, також неодноразово вражаючи ворота суперників з пенальті. У складі «Кайсеріспора» Іванков став володарем Кубка Туреччини.
У 2008 році футболіст перейшов до складу іншого турецького клубу «Бурсаспор». У складі команди Іванков також неодноразово відзначався влучними ударами з пенальті, а в сезоні 2009—2010 років став у складі «Бурсаспора» чемпіоном Туреччини.
У 2011 році Димитар Іванков став гравцем кіпрської команди «Анортосіс», проте за кілька місяців завершив виступи на футбольних полях. після завершення кар'єри гравця Іванков працював тренером воротарів свого рідного клубу «Левскі»

## Виступи за збірну
У 1998 році Димитар Іванков дебютував у складі національної збірної Болгарії. Перші роки був дублером основного воротаря Здравка Здравкова.У складі збірної був у складі на чемпіонаті Європи 2004 року у Португалії, проте на поле не виходив. Після європейської першості став основним голкіпером збірної, проте болгарська збірна у той час не потрапляла на великі міжнародні турніри. У складі збірної грав до 2010 року, загалом протягом кар'єри в національній команді провів у її формі 63 матчі.

## Титули і досягнення
- Чемпіон Болгарії (3):

«Левскі»: 1999–2000, 2000–2001, 2001–2002
- Володар Кубка Болгарії (5):

«Левскі»: 1997–1998, 1999–2000, 2001–2002, 2002–2003, 2004–2005
- Володар Кубка Туреччини (1):

«Кайсеріспор»: 2007–2008
- Чемпіон Туреччини (1):

«Бурсаспор»: 2009–2010